# Alfred Koechlin-Schwartz
Alfred Koechlin-Schwartz (Mulhouse, 16 settembre 1829 – Grasse, 5 febbraio 1895) è stato un politico e imprenditore francese.

## Biografia

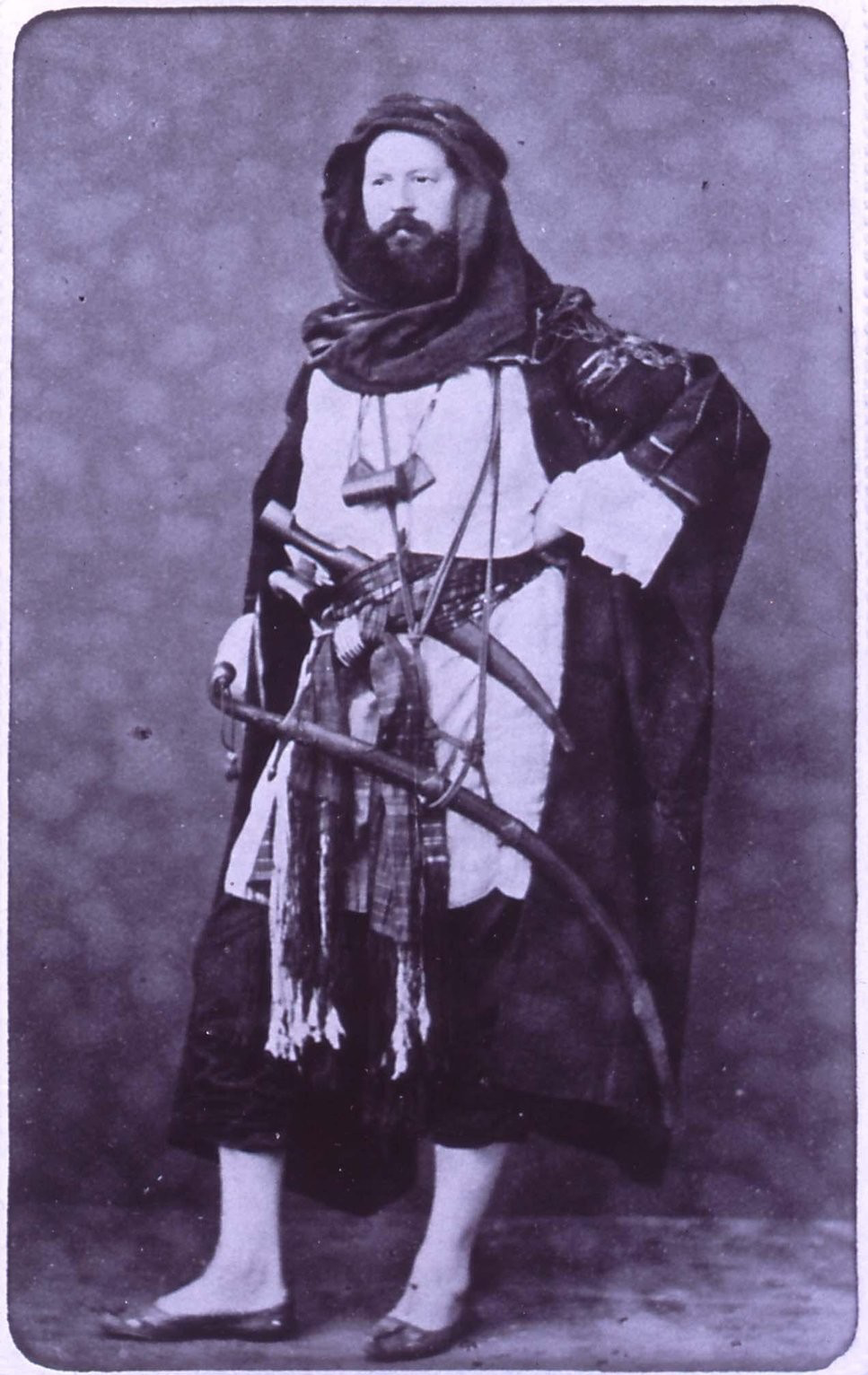
Fotografia di Alfred Koechlin-Schwartz durante la tappa del suo viaggio in estremo oriente

Alfred nacque nella città alsaziana di Mulhouse nel 1829, nipote dei tre sindaci (Émile Koechlin, Jean ed Émile Dollfus).
Divenne sindaco dell'8º arrondissement di Parigi, ma fu personaggio stravagante e spesso controcorrente come nel 1887 quando, presiedendo come cancelliere civile al matrimonio di una principessa della casata d'Orléans, utilizzò la qualifica di "monsignore". Fortemente attaccato per questo fatto da vari giornali repubblicani che ne chiedevano la destituzione, Alfred Kœchlin fu comunque mantenuto in carica dal governo, fino al giorno in cui la sua improvvisa adesione al movimento boulangista ne impose il licenziamento (1888).
Candidato in quello schieramento alla camera dei deputati francesi, venne eletto deputato per il dipartimento del Nord (1888-1889). Alla Camera prese posto assieme ai sostenitori del generale Boulanger e votò per la riforma della costituzione di stato, contro un procedimento a carico di tre deputati membri della Lega dei Patrioti, contro un disegno di legge che limitava la libertà di stampa e contro un procedimento intrapreso contro lo stesso generale Boulanger.
Dopo quest'esperienza politica, Koechlin decise di tornare a vita privata, occupandosi delle sue proprietà a Cap d'Antibes e viaggiando all'estero (in particolare facendo tappa in India, nel Caucaso, in estremo oriente ed in Lapponia). Abbandonò la moglie per convivere con l'attrice Jane Essler, con la quale viaggiò molto prima di stabilirsi definitivamente con lei ad Antibes, dove i due morirono e vennero sepolti presso il cimitero di Rabiac. Suo figlio Raymond Koechlin fu un noto giornalista della sua epoca.